# Акобаванк
Акобаванк (арм. Հակոբավանք, также известен как монастырь Мецараниц арм. Մեծառանից վանք, храм Святого Акоба и монастырь Св. Якоба) — армянский монастырский комплекс, основанный в V—VII веках и принявший свой окончательный вид в XI—XII веках. Расположен недалеко от села Кёлатаг в Агдеринском районе Азербайджана.

## История
Акобаванк был основан в V-VII веках. Акопаванк буквально переводится с армянского как «монастырь Акопа». Свое название монастырский комплекс получил благодаря Акопу Мцбнеци (арм. Հակոբ Մծբնացի, рус. Иаков Низибийский), проповеднику христианства в Великой Армении и одному из величайших армянских святых. Его десница хранилась в Акобаванке до XIX века.
Свой окончательный вид он приобрел к XI—XII векам. Располагается в 1,5 км от села Колатаг (историческая губерния Мец Айк, провинция Мецаранк, впоследствии переименованная в Нижний Хачен). Самая древняя надпись, которая была высечена на постаменте хачкара (использовался при повторном строительстве церкви), датируется 853 годом. Согласно сведениям в летописных источниках, отдельные постройки монастыря, в том числе и церкви, строились, реконструировались и перестраивались в период IX—XVIII вв. В одном из хранящихся в Матенадаране манускриптов написано, что церковь Мецараниц была вновь построена матерью Хасан-Джалала, сестрой Иване и Закаре, княгиней Хоришах ради спасения души (XII в.).
В XIII веке Акопаванк был известным местом паломничества и резиденцией восточных армян, Арцаха и Утика. Монастырь был культурным и рукописным центром провинции Хачен.
Помимо религиозных функций, Акобаванк служил образовательным центром, а также местом жительства многих священнослужителей.
Сегодня Монастырь Святого Акопаванк из Мецарана находится в ведении Арцахской епархии Армянской Апостольской церкви.

## Устройство комплекса
Как центр просвещения Акобаванк включал образовательные постройки – скрипторий, Матенадаран, где хранились пергаментные рукописи. В комплексе были также светские строения: жилые комнаты с каминами, кладовые, трапезная, конюшни, посты охраны, колодцы, печи. Сегодня эти объекты истории полностью обрушены, засыпаны землей и щебнем. Под воздействием природных факторов стены монастыря потрескались, крыши и своды построек просели, частично обрушились и покрылись растительностью, полы помещений провалились, штукатурка на стенах обвалилась.

## Программа возрождения
Сотрудничество и платформа по сбору средств «реАрмения» совместно с Правительством Арцаха и Арцахской Епархией запустили проект «Возрождение Акобаванка». По словам предстоятеля Арцахской епархии, Преосвященного епископа Вртанеса Абрамяна, после восстановления Св. Акобаванка, он станет действующей церковью.

## Фотогалерея

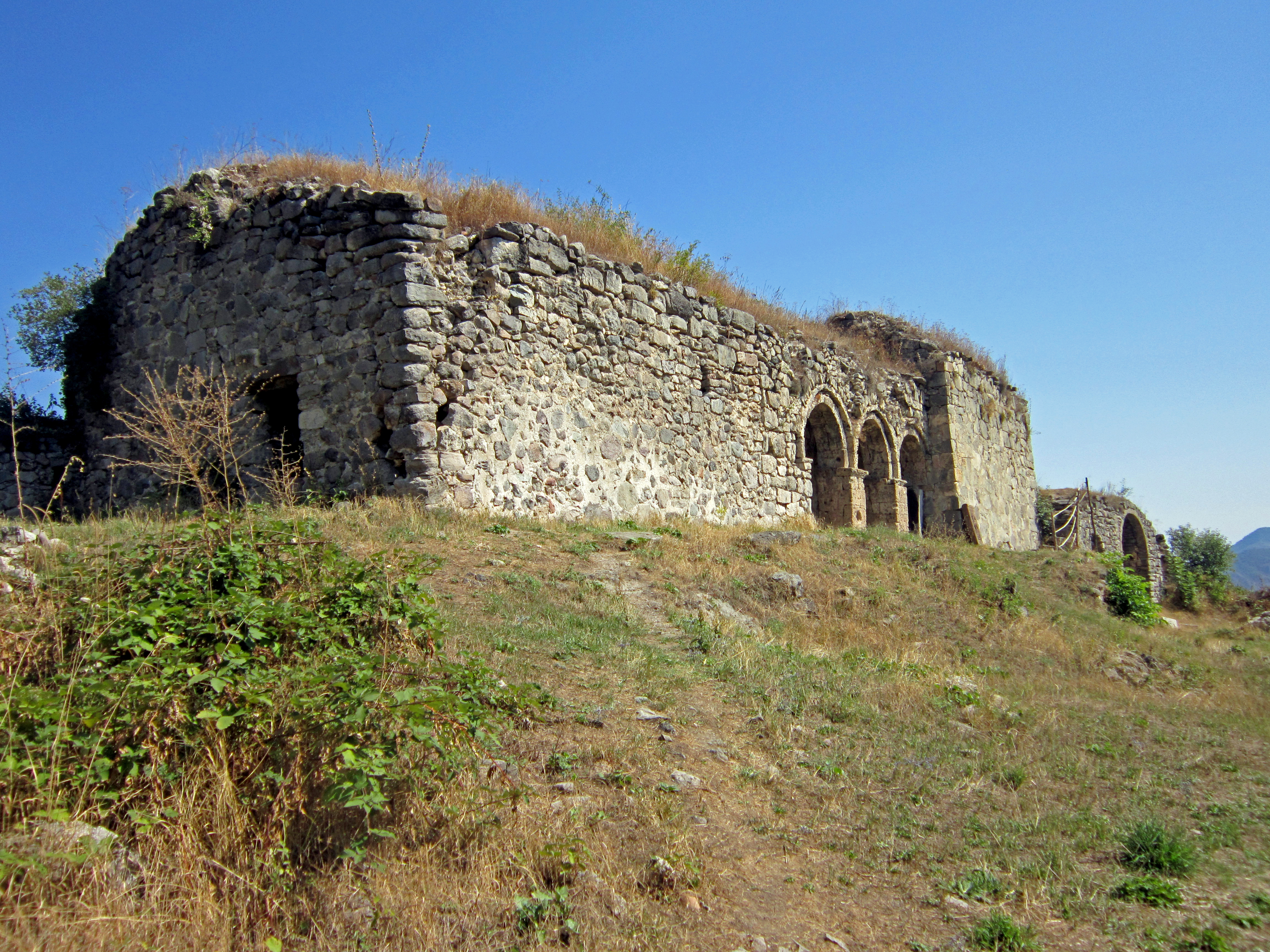
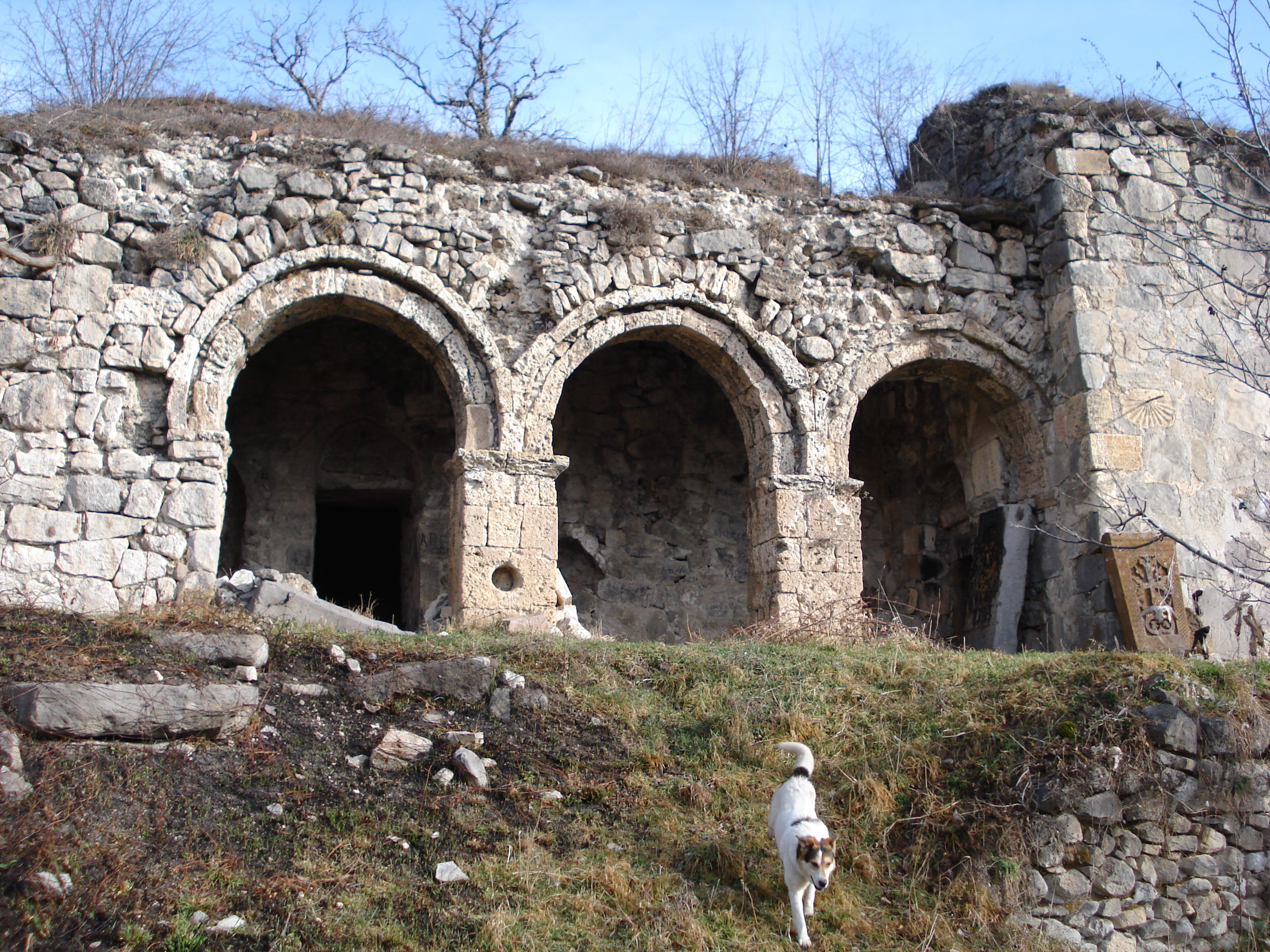
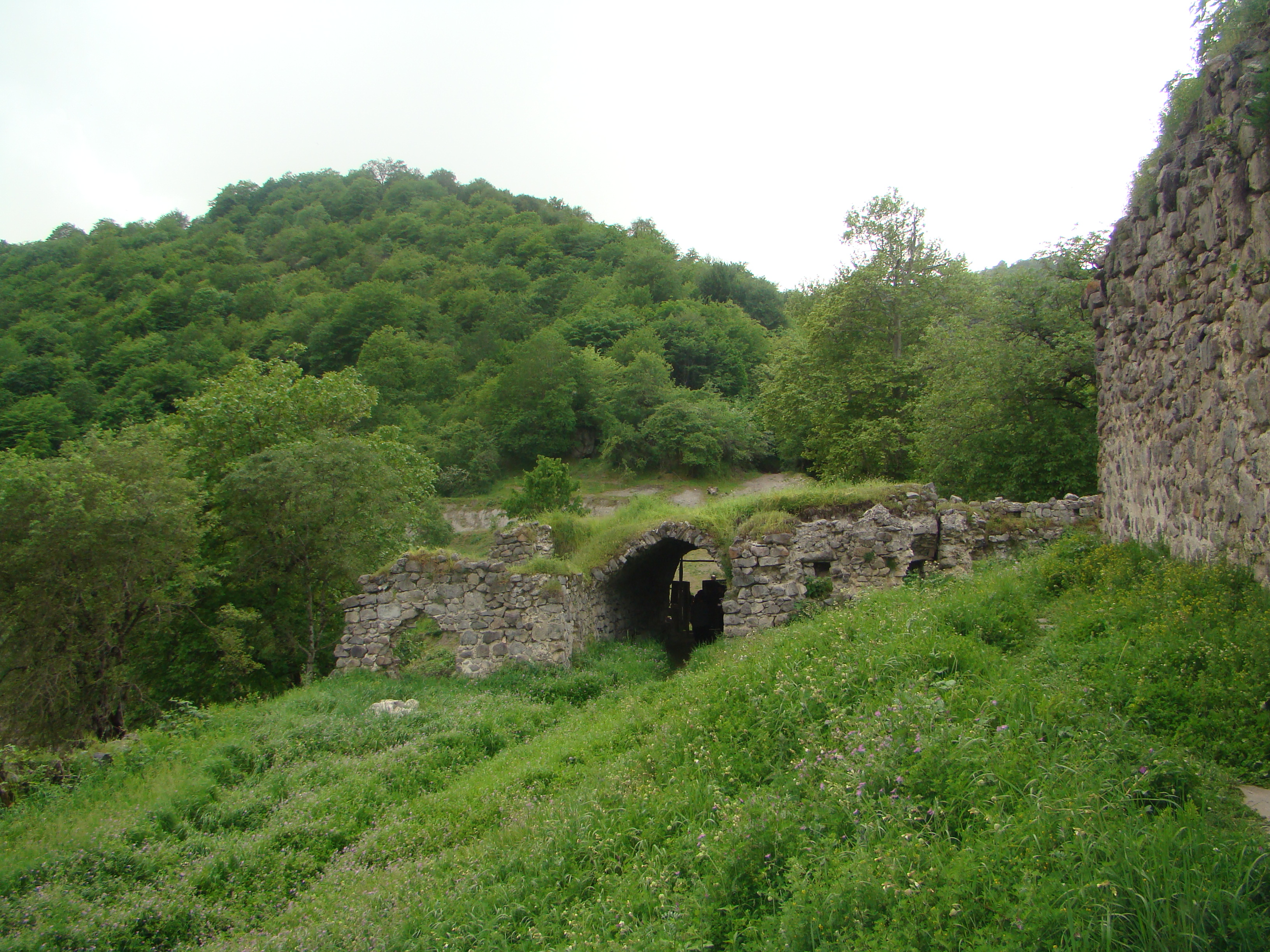
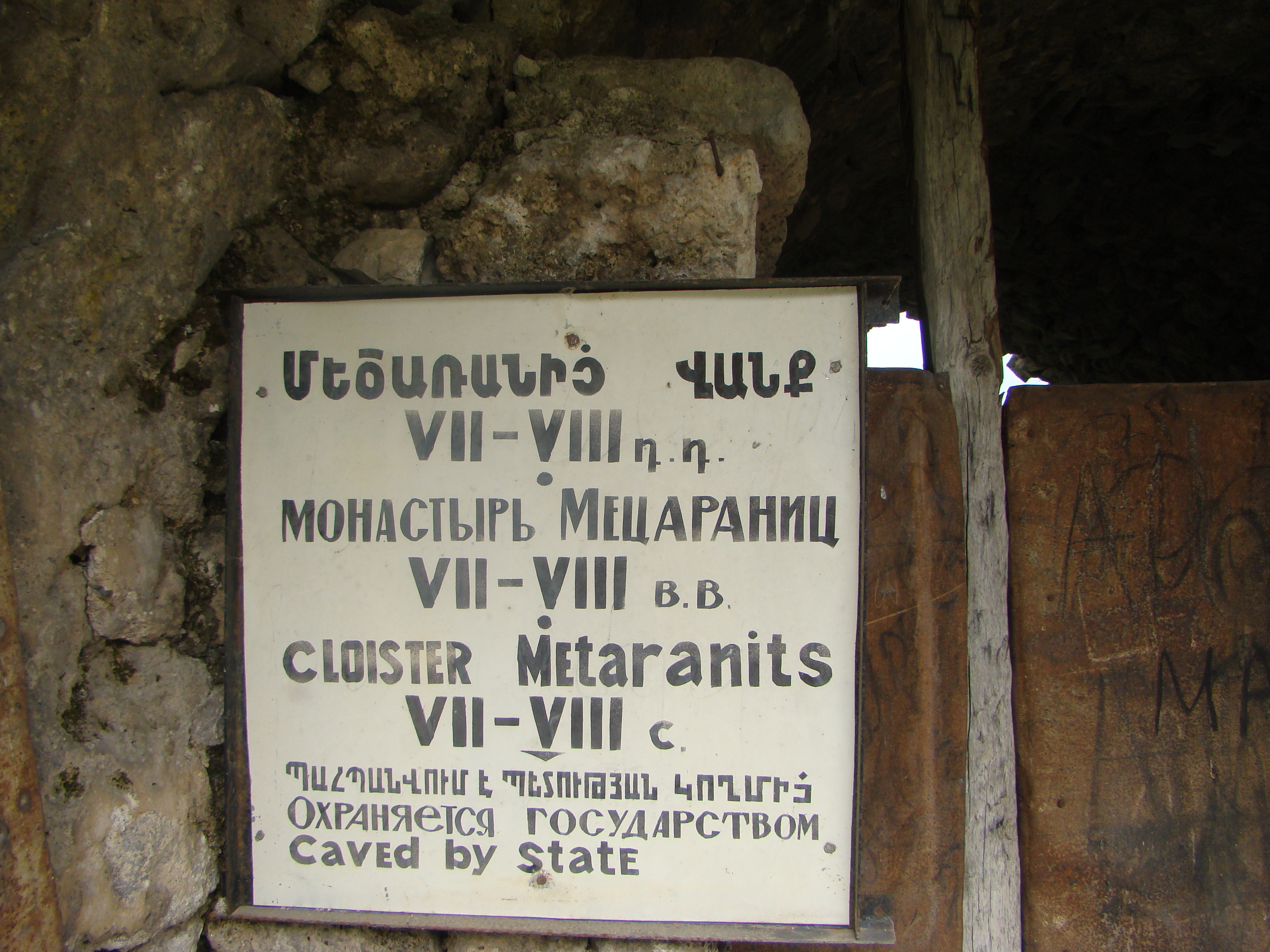
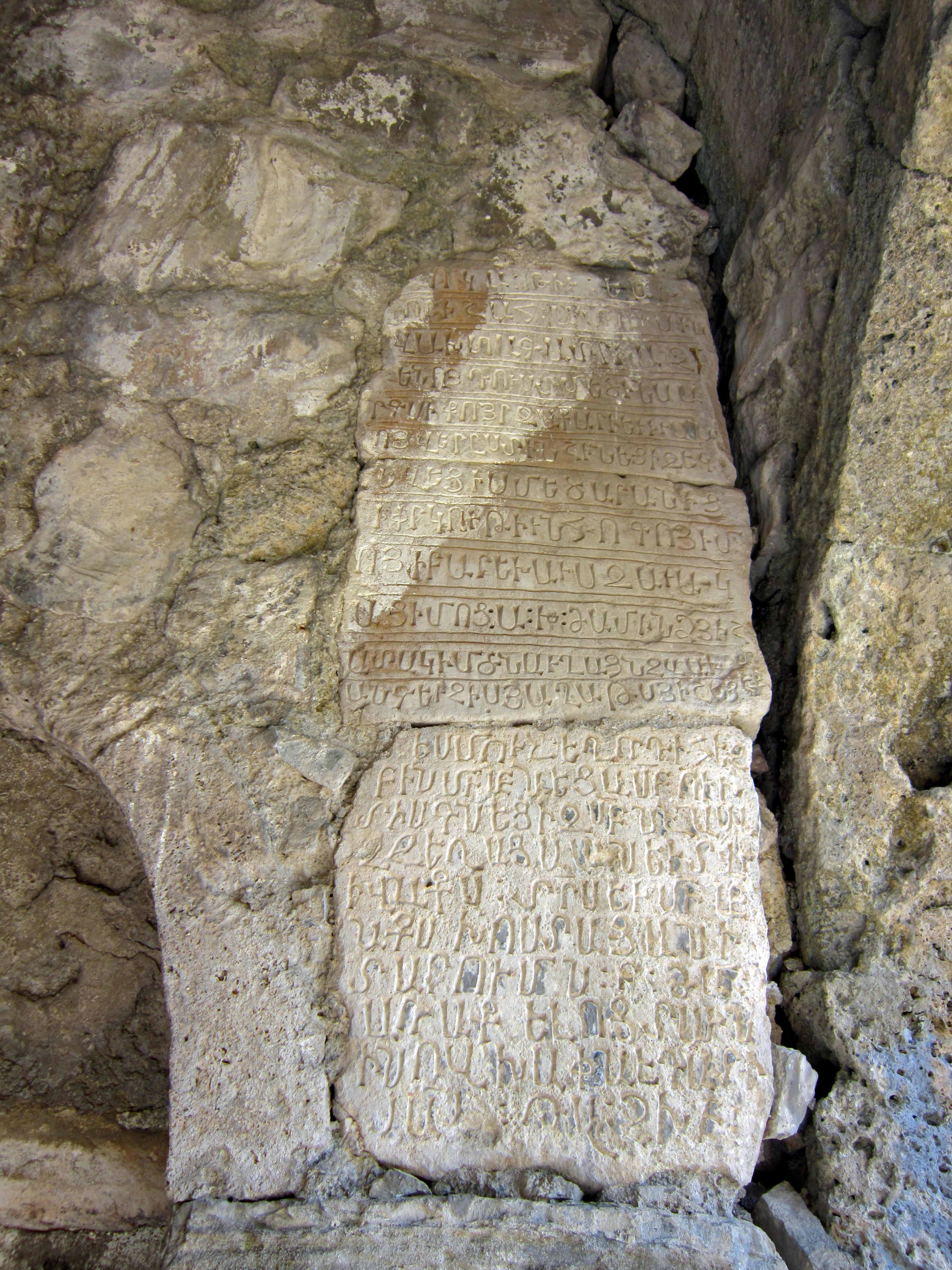
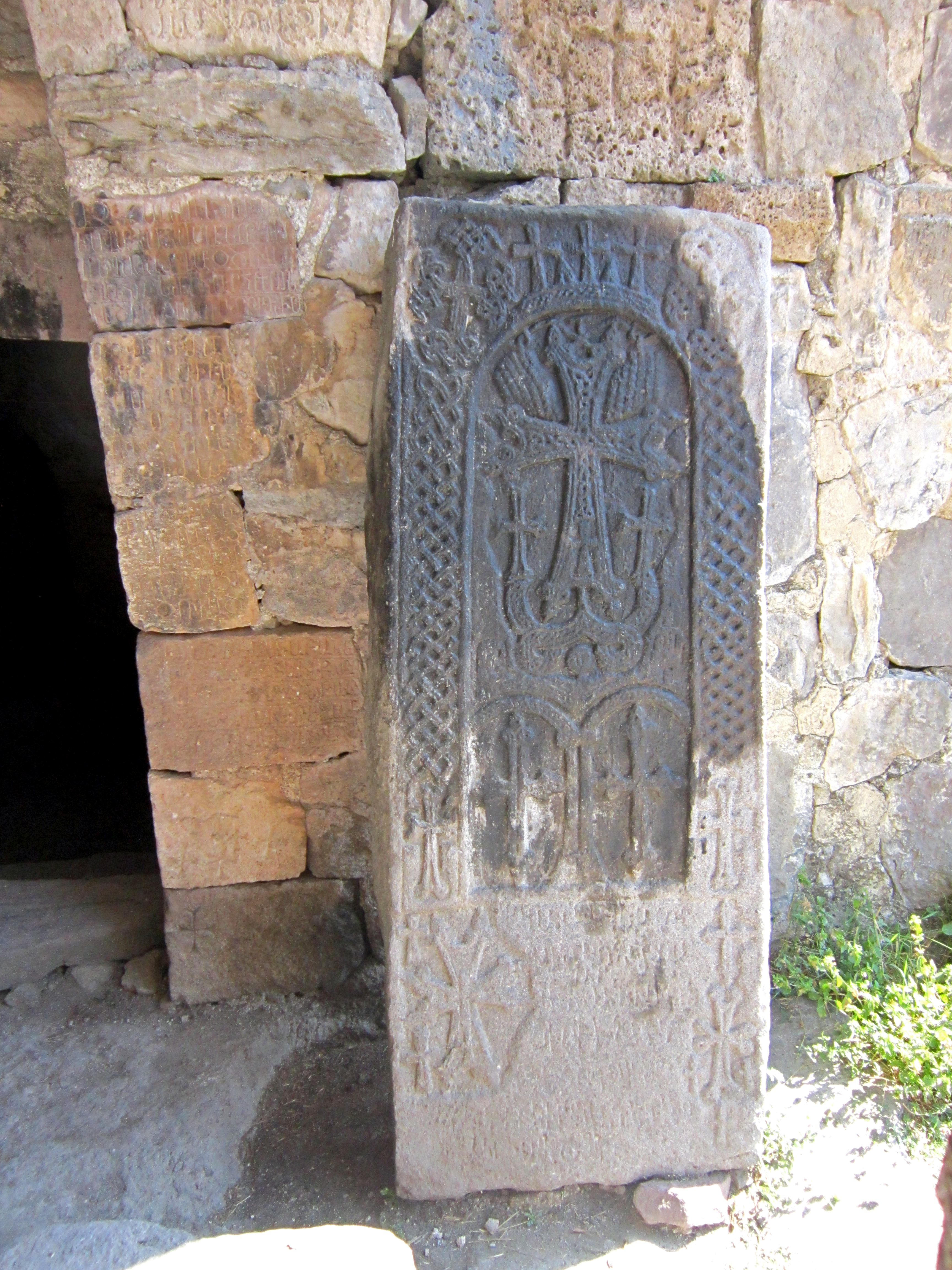